# Feliciano Montero
Feliciano Montero García (Guijo de Granadilla, 19 novembre 1948 - Madrid, 19 décembre 2018 ) est un historien espagnol, spécialisé dans l'étude du catholicisme social.

## Biographie
Né dans le village de Guijo de Granadilla (province de Cáceres) le 19 novembre 1948,, il est professeur d'histoire contemporaine à l'université d'Alcalá de Henares  et se spécialise dans l'étude du catholicisme social.
Il est l'auteur d'ouvrages tels que El primer catolicismo social y la Rerum Novarum en España (1889-1902) (1983), El movimiento católico en España (1993),  ou Laicismo y catolicismo. El conflicto político-religioso en la segunda república (avec Julio de la Cueva Merino, 2009) entre autres.
Il est coordinateur, avec Javier Tusell et José María Marín Arce, de Las derechas en la España contemporánea (1997), de La Acción Católica en la II República (2008),, et de Otra Iglesia. Clero disidente durante la Segunda República y la guerra civil (2013) avec Antonio César Moreno Cantano et Marisa Tezanos Gandarillas ainsi que rédacteur, avec Julio de la Cueva Merino, de La secularización conflictiva: España (1898-1931) (2007)  et Izquierda obrera y religión en España (1900-1939) (2008). 
Il meurt à Madrid le 19 décembre 2018,.